# Капсабет
Капсабет — город в провинции Рифт-Валли, Кения. Административный центр округа Нанди. По состоянию на 1999 год, в городе проживало 17 918 человек. Располагается районный госпиталь.

## Персоналии
В населённом пункте родились такие знаменитые бегуны как Роджерс Роп, Мартин Лель, Рубен Косгей, Бернард Лагат, Бенджамин Кипту, Роберт Черуйот.